# Jarre de lune

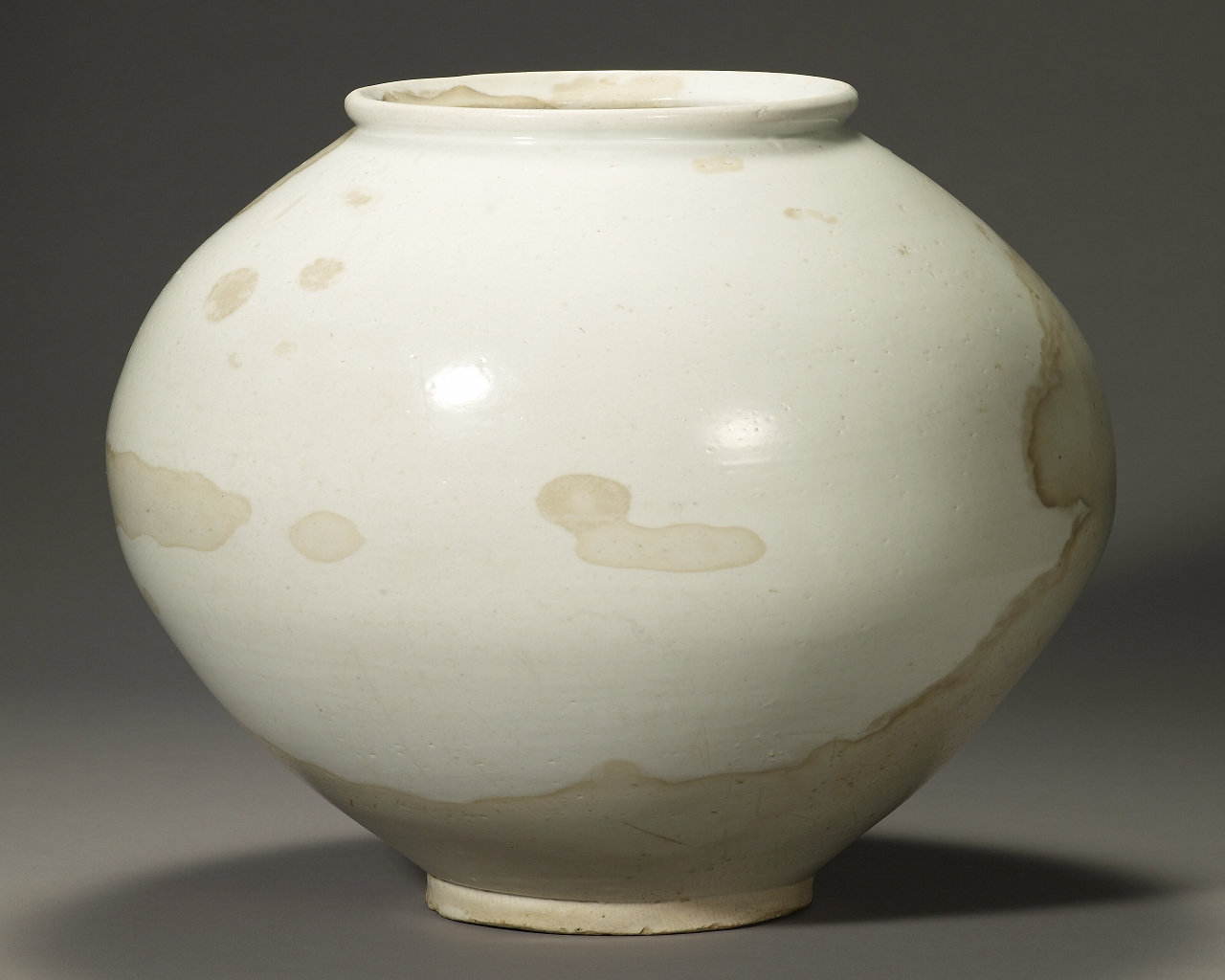
Jarre de lune du XVIIIe siècle. Musée national de Corée. Trésor national.

Une jarre de lune ou Dal hangari est une poterie traditionnelle coréenne typique de la période Joseon (1392–1910) qui servait à stocker riz, sauce soja, alcool ou recevait une brassée de fleurs.
Large et haute d'environ 40 à 50 cm, ses irrégularités et son asymétrie « étaient considérées comme autant de traces de la force des choses, un désir de la nature d'imprimer sa marque, et le devoir de l'homme de ne jamais entraver son cours ».
Cette porcelaine a inspiré de nombreux artistes, notamment Kim Whanki, Bernard Leach, ou Kim Young-se qui a conçu la vasque olympique des Jeux olympiques d'hiver de 2018 à Pyeongchang, en Corée du Sud.